# Émetteur de Belmont

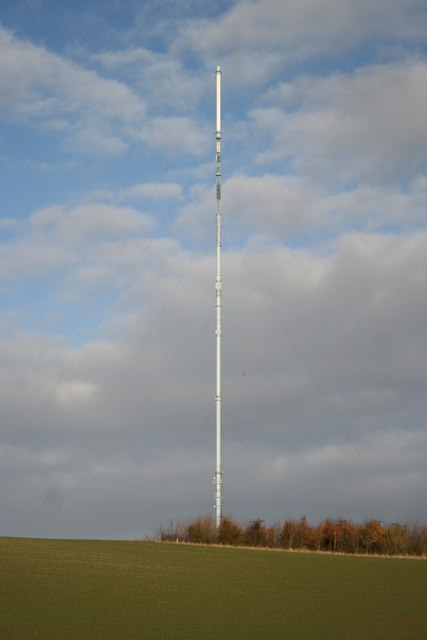
Émetteur de Belmont

L'émetteur de Belmont est un mât de télévision et de radio, situé près du village de Donington on Bain, près de Market Rasen et de Louth dans le Lincolnshire en Angleterre.
Avec ses 1265 pieds (385 m) c'est la structure la plus haute du Royaume-Uni. Construit en 1965, il a été mis en service le 20 décembre de la même année. (Un mât identique a été construit en 1964 à Emley Moor près de Huddersfield dans le Yorkshire, mais ce mât s'est effondré en raison de la rupture de câbles provoquée par le givre et le vent le 19 mars 1969.)
Dominant le plateau du Lincolnshire, il est utilisé pour la diffusion de chaînes de télévision analogiques et numériques et de radio vers certaines régions du Lincolnshire, le Nottinghamshire du nord, le nord-ouest du Norfolk, Hull et le Yorkshire de l'Est.
Quand il fut mis en service il transmettait (entre autres) des images de la station Anglia de Independent Television (ITV). À la suite d'une réorganisation de la couverture de ITV en 1970 ces émissions ont été remplacées, à partir de 1974 et jusqu'à aujourd'hui, par les images de la station voisine de Yorkshire Television.